# Orford
Orford é uma pequena cidade do condado de Suffolk, na Inglaterra.
Tal como muitas cidades costeiras de Suffolk, teve alguma importância como porto e aldeia pesqueira durante a Idade Média. Ainda tem um castelo medieval, construído para dominar o rio Ore.